# Peak Antifreeze Indy 300 2005
Peak Antifreeze Indy 300 2005 var ett race som var den femtonde deltävlingen i IndyCar Series 2005. Racet kördes den 11 september på Chicagoland Speedway. Dan Wheldon tog sin sjätte seger för säsongen, och behövde bara delta i tävlingen på Watkins Glen för att säkra sin första titel. Att Andretti Green Racing skulle försvara sin titel från 2004 blev helt klart. Hélio Castroneves och Sam Hornish Jr. tog övriga pallplatser för Marlboro Team Penske. Ryan Briscoe överlevde en våldsam krasch, där bilen flög brinnande in i skyddsbarriären och sedan åkte nedför banan upp och ned. Briscoes skador var såpass lindriga att han kunde lämna sjukhuset efter bara åtta dagar, och återvända till racingen redan efter några månader. Hans tid med Chip Ganassi Racing tog dock slut i och med kraschen. Dagen innan kraschen hade Briscoe tagit pole position, men fick tiden struken på grund av tekniska felaktigheter med bilen.

## Slutresultat
| Plats | Förare             | Team                     | Grid | Kvaltid |
| ----- | ------------------ | ------------------------ | ---- | ------- |
| 1     | Dan Wheldon        | Andretti Green Racing    | 5    | 25,394  |
| 2     | Hélio Castroneves  | Marlboro Team Penske     | 10   | 25,453  |
| 3     | Sam Hornish Jr.    | Marlboro Team Penske     | 4    | 25,366  |
| 4     | Tomas Scheckter    | Panther Racing           | 3    | 25,364  |
| 5     | Tony Kanaan        | Andretti Green Racing    | 12   | 25,522  |
| 6     | Danica Patrick     | Rahal Letterman Racing   | 1    | 25,336  |
| 7     | Vitor Meira        | Rahal Letterman Racing   | 20   | -       |
| 8     | Scott Sharp        | Fernández Racing         | 18   | 25,439  |
| 9     | Patrick Carpentier | Cheever Racing           | 15   | 25,762  |
| 10    | Buddy Lazier       | Panther Racing           | 7    | 25,401  |
| 11    | A.J. Foyt IV       | A.J. Foyt Enterprises    | 13   | 25,582  |
| 12    | Dario Franchitti   | Andretti Green Racing    | 9    | 25,443  |
| 13    | Buddy Rice         | Rahal Letterman Racing   | 2    | 25,356  |
| 14    | Bryan Herta        | Andretti Green Racing    | 6    | 25,396  |
| 15    | Roger Yasukawa     | Dreyer & Reinbold Racing | 14   | 25,723  |
| 16    | Jaques Lazier      | Chip Ganassi Racing      | 21   | -       |
| 17    | Ed Carpenter       | Vision Racing            | 19   | 25,956  |
| 18    | Jimmy Kite         | Hemelgarn Racing         | 16   | 25,807  |
| 19    | Scott Dixon        | Chip Ganassi Racing      | 22   | -       |
| 20    | Tomáš Enge         | Panther Racing           | 8    | 25,437  |
| 21    | Alex Barron        | Cheever Racing           | 17   | 25,910  |
| 22    | Ryan Briscoe       | Chip Ganassi Racing      | 23   | -       |
| 23    | Kosuke Matsuura    | Fernández Racing         | 11   | 25,512  |